# Blek lundlav
Blek lundlav (Bacidia rosellizans) är en lavart som beskrevs av Stefan Ekman. Blek lundlav ingår i släktet Bacidia, och familjen Ramalinaceae. Enligt den svenska rödlistan är arten otillräckligt studerad i Sverige. Arten förekommer i Nedre Norrland. Artens livsmiljö är skogslandskap, våtmarker.